# Мобильность (военное дело)
Моби́льность вое́нная или подви́жность вое́нная (от «mobilis» «подвижный») — способность войск (сил) к быстрому передвижению до начала и в ходе боевых действий, развёртыванию в боевой (предбоевой) порядок, а также свёртыванию (снятию с позиций). 
Характеризуется средней скоростью передвижения и временем развёртывания в боевой (предбоевой) порядок (в боевое положение). Термин мобильность или подвижность также применяется для характеристики соответствующих свойств вооружения, военной и специальной техники, как правило сухопутной, иногда двухсредной (амфибийной), для чего выделяются категории мобильности.

## В контексте военного искусства
Как понятие в военном искусстве различают также стратегическую мобильность (возможность быстрой переброски войск (сил) с одного Театра войны (театра военных действий) на другой); тактическую мобильность сил и средств принято называть манёвренностью.

## Как свойство вооружения и военной техники
Под мобильностью (подвижностью) также понимается свойство той или иной единицы вооружения и военной техники, либо системы или комплекса вооружений, обеспечивать выполнение боевых задач подразделением с проведением манёвра и перегруппировок войск — она определяется временем развёртывания (в предбоевой и боевой порядок) и свёртывания (в походный порядок или на стоянку), проходимостью (по пересечённой местности), запасом хода (по дорогам и путям различной конфигурации и качества дорожного покрытия и бездорожью) и максимальной скоростью движения, способностью вести стрельбу в движении, транспортабельностью. Вместе с совокупностью свойств, таких как надёжность, живучесть, эффективность боевой работы (применительно к вооружению и военной технике со штатным стрелково-пушечным или ракетно-артиллерийским вооружением на борту — эффективность стрельбы) и рядом других свойств, формирует боевую эффективность данного образца вооружения и военной техники, либо системы или комплекса вооружений.
Для прогнозирования мобильности военной техники в НАТО применяют модель мобильности NG-NRMM.

## Категории мобильности
Сухопутная военная и специальная техника (а также многокомпонентные комплексы и системы вооружений), в зависимости от своих качеств и технических характеристик, подразделяется на следующие категории и подкатегории мобильности:
- Стационарная
  - с возможностью передислокации
  - без возможности передислокации
    - наземного базирования (наземная, частично заглубленная, заглубленная)
    - подземного базирования (шахтная, бункерная)
- Полустационарная (ограниченно возимая)
  - Передвижная
  - Перевозимая в разобранном виде
- Подвижная
  - Самоходная
  - Буксируемая
    - Прицепная
    - Полуприцепная

  - Переносная
    - Носимая
    - Переносимая расчётом или подразделением
      - в собранном виде
      - в разобранном виде

Самоходная, в свою очередь, подразделяется, а) по степени проходимости на технику: повышенной, высокой, обычной и малой проходимости; б) по способу движения по суше подразделяется на технику: на колёсном, гусеничном, колёсно-гусеничном, катковом ходу, на воздушной подушке, рельсовую, шагающую и др.

### Стационарная и полустационарная

Стационарные и полустационарные зенитно-ракетные комплексы различных категорий мобильности
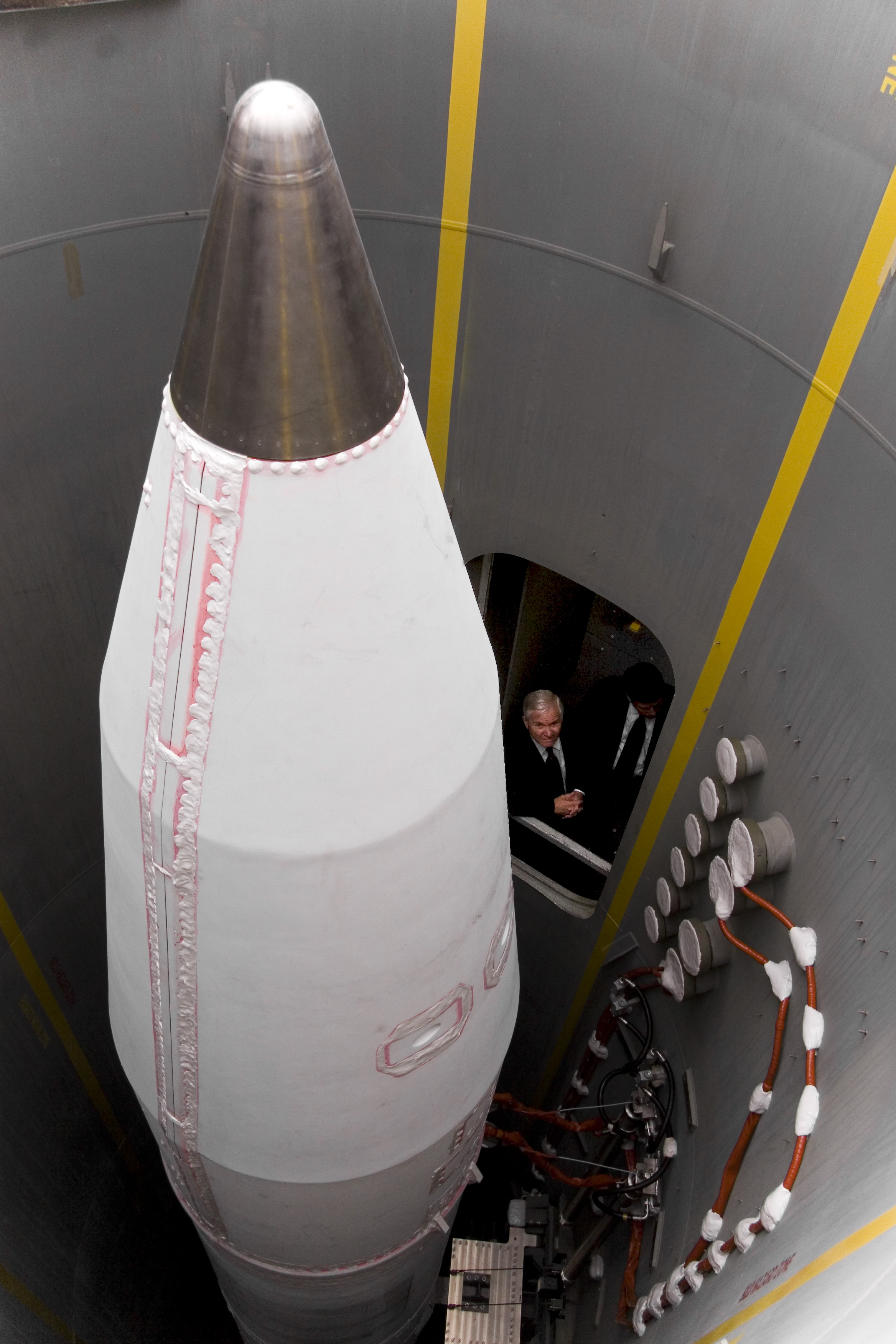
стационарный комплекс ПРО шахтного базирования «Джи-эм-ди»
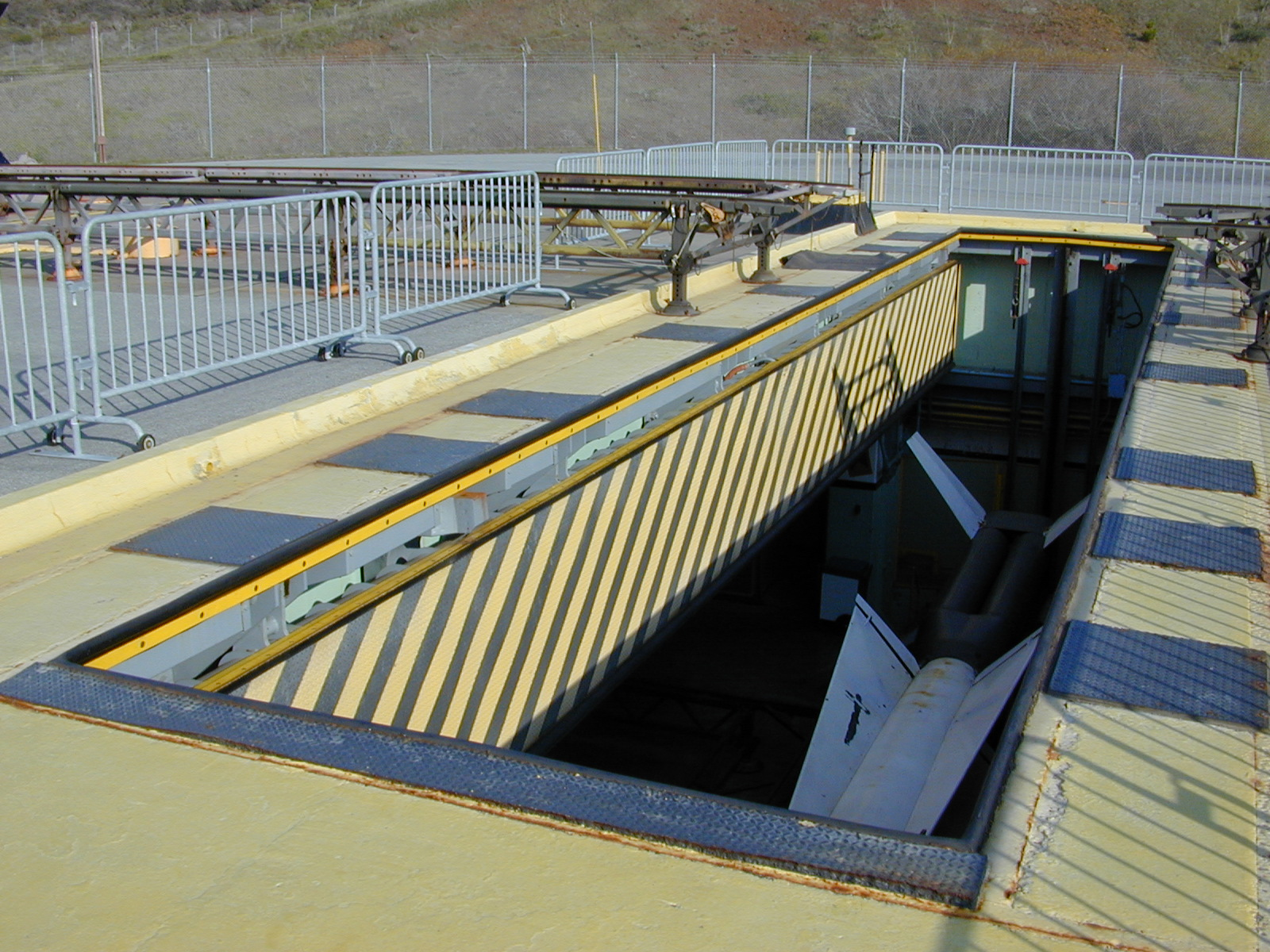
стационарный ЗРК бункерного базирования «Найк-Геркулес»
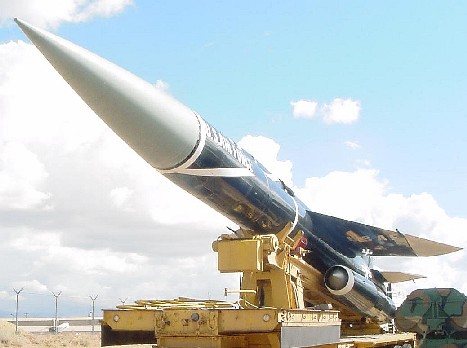
стационарный ЗРК наземного базирования «Бомарк-А»
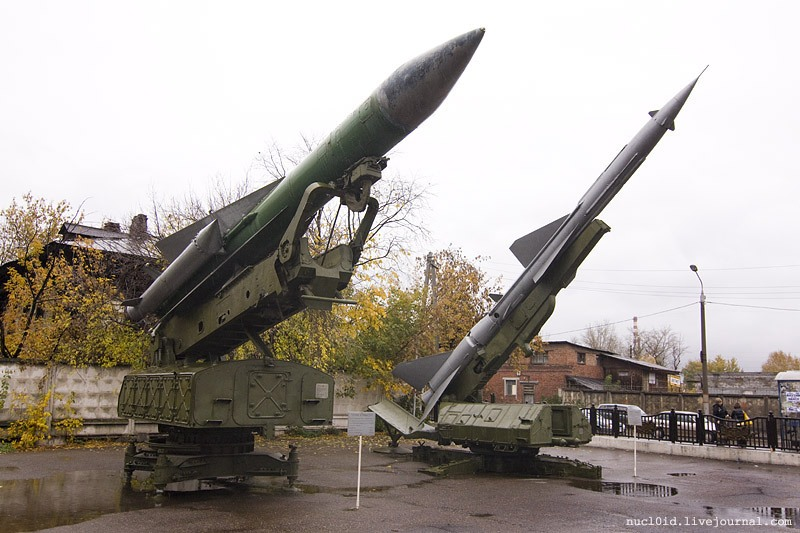
пусковая установка стационарного ЗРК с возможностью передислокации С-200, пусковая установка передвижного ЗРК С-75

### Подвижная

Подвижные зенитно-ракетные комплексы различных категорий мобильности
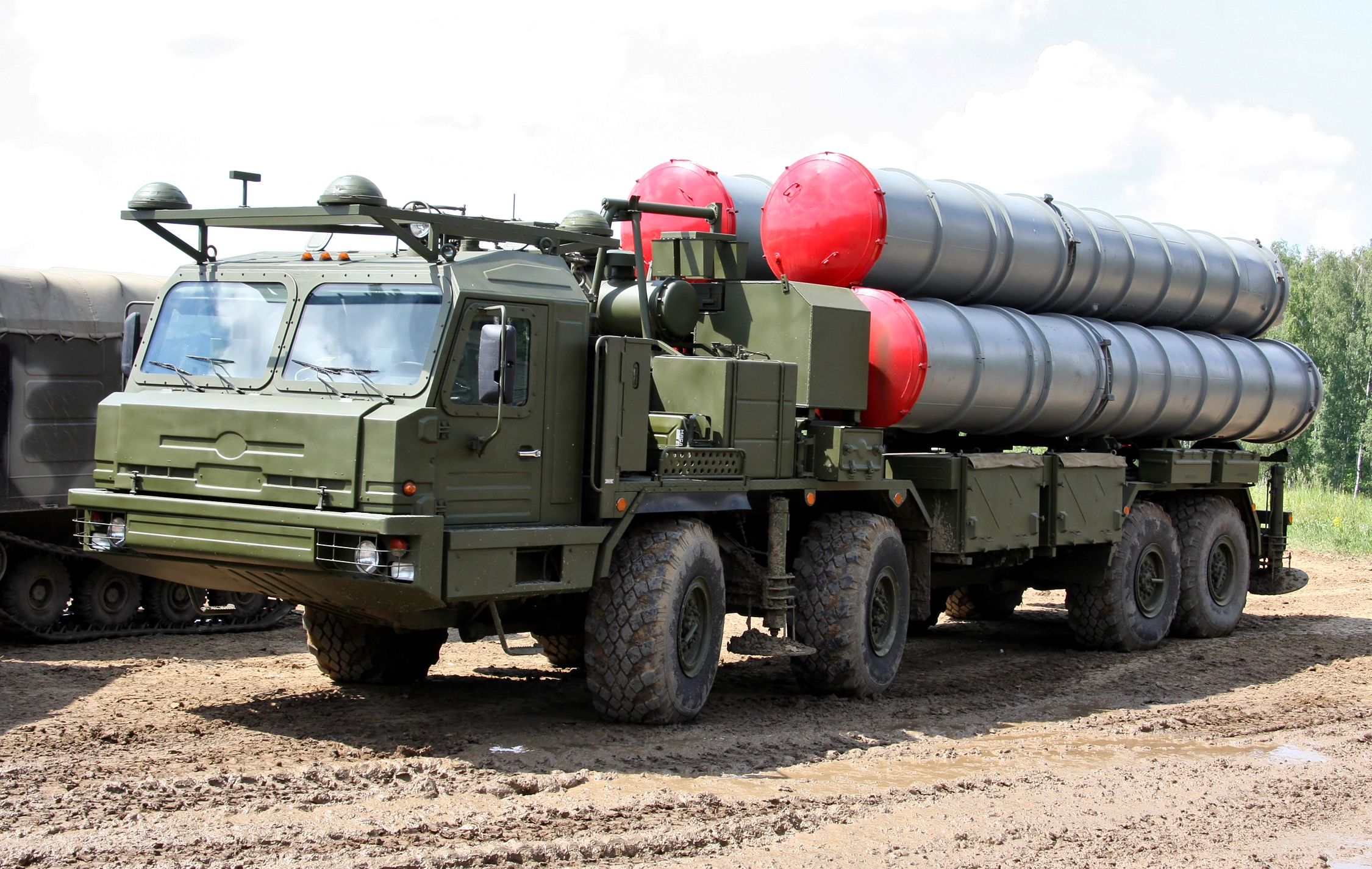
самоходный ЗРК С-400
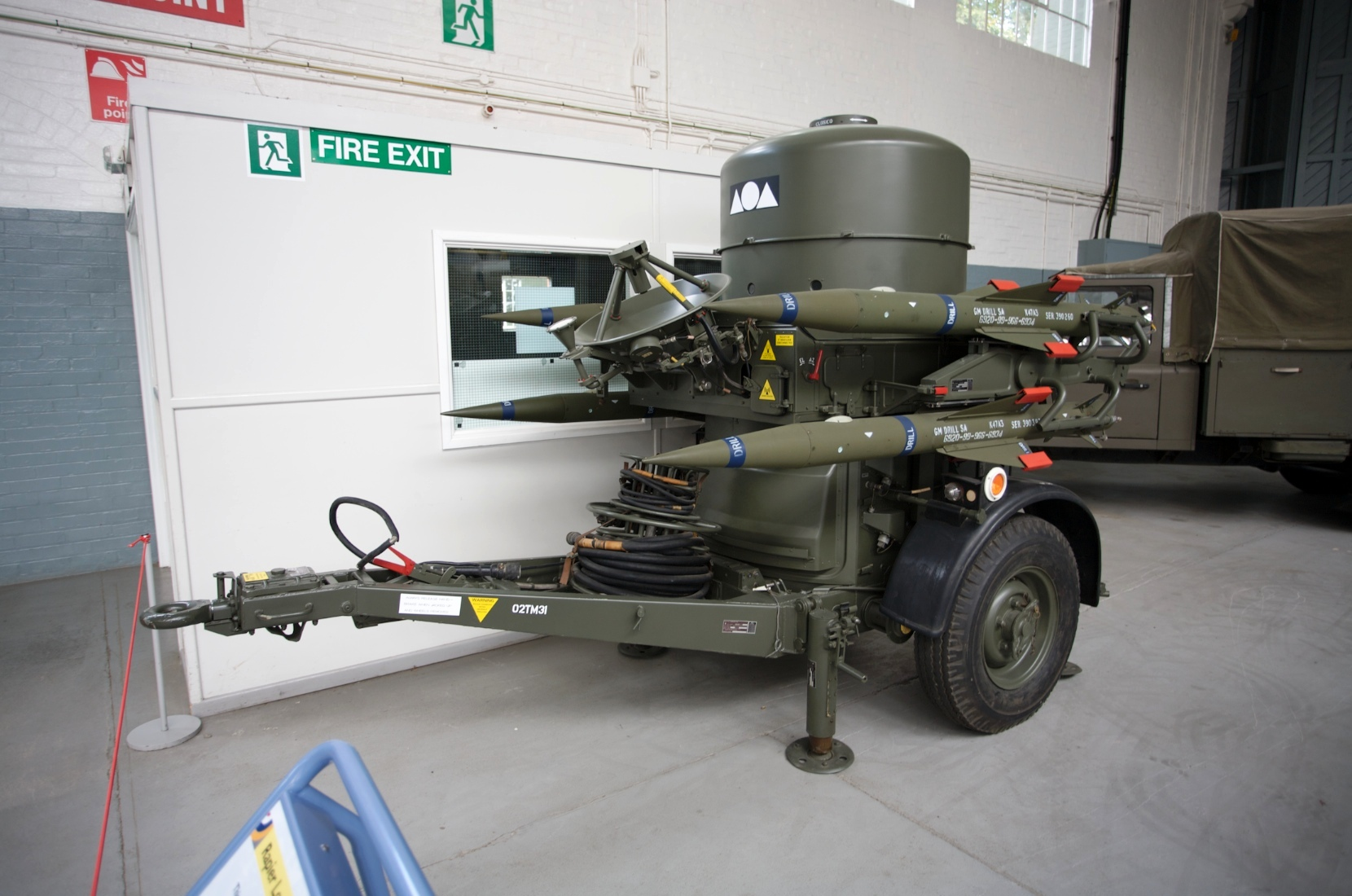
буксируемый ЗРК прицепного типа «Рапира»
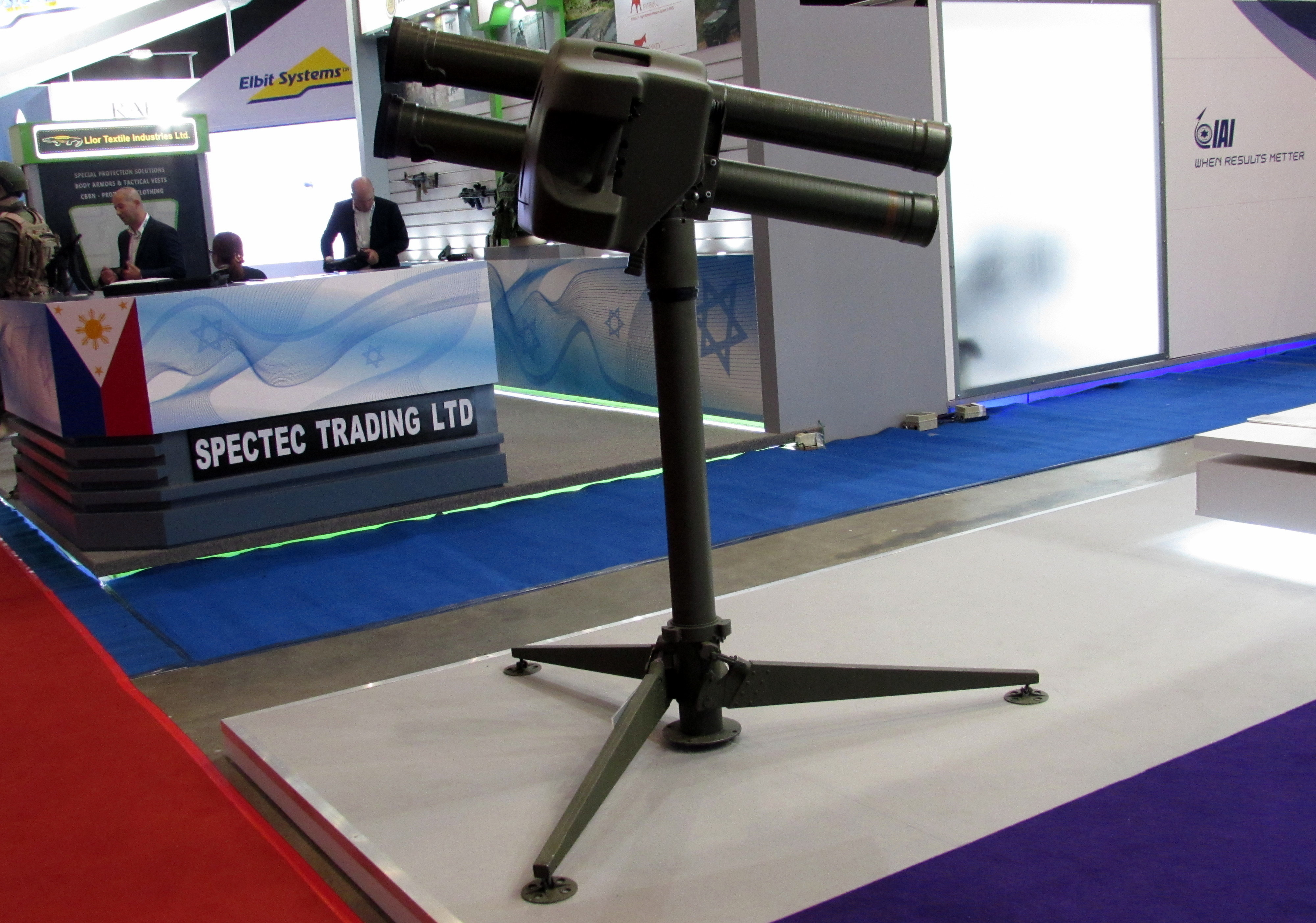
переносной (в разобранном виде) ЗРК «Старстрик»
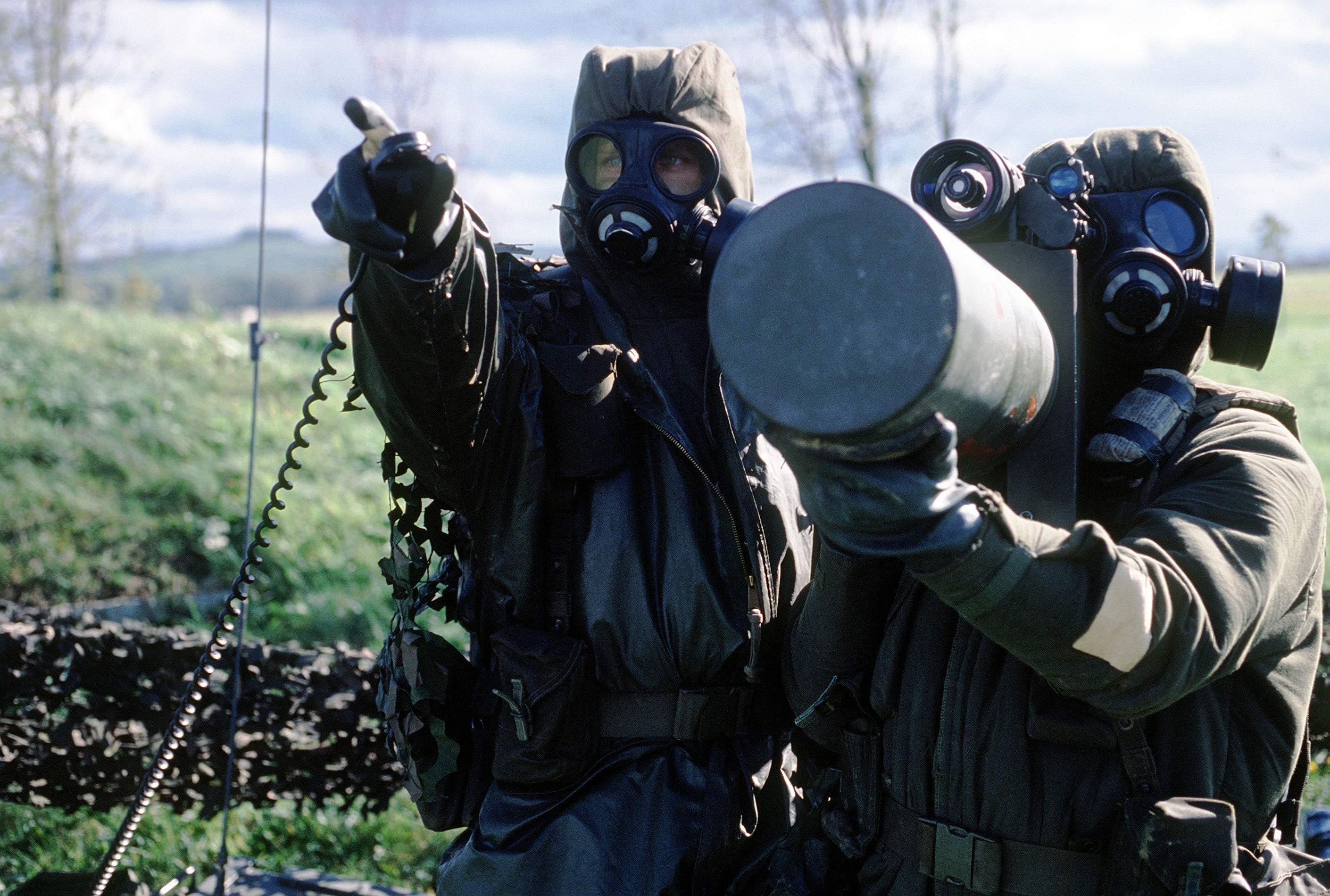
переносной (расчётом в собранном виде) ЗРК «Блоупайп»
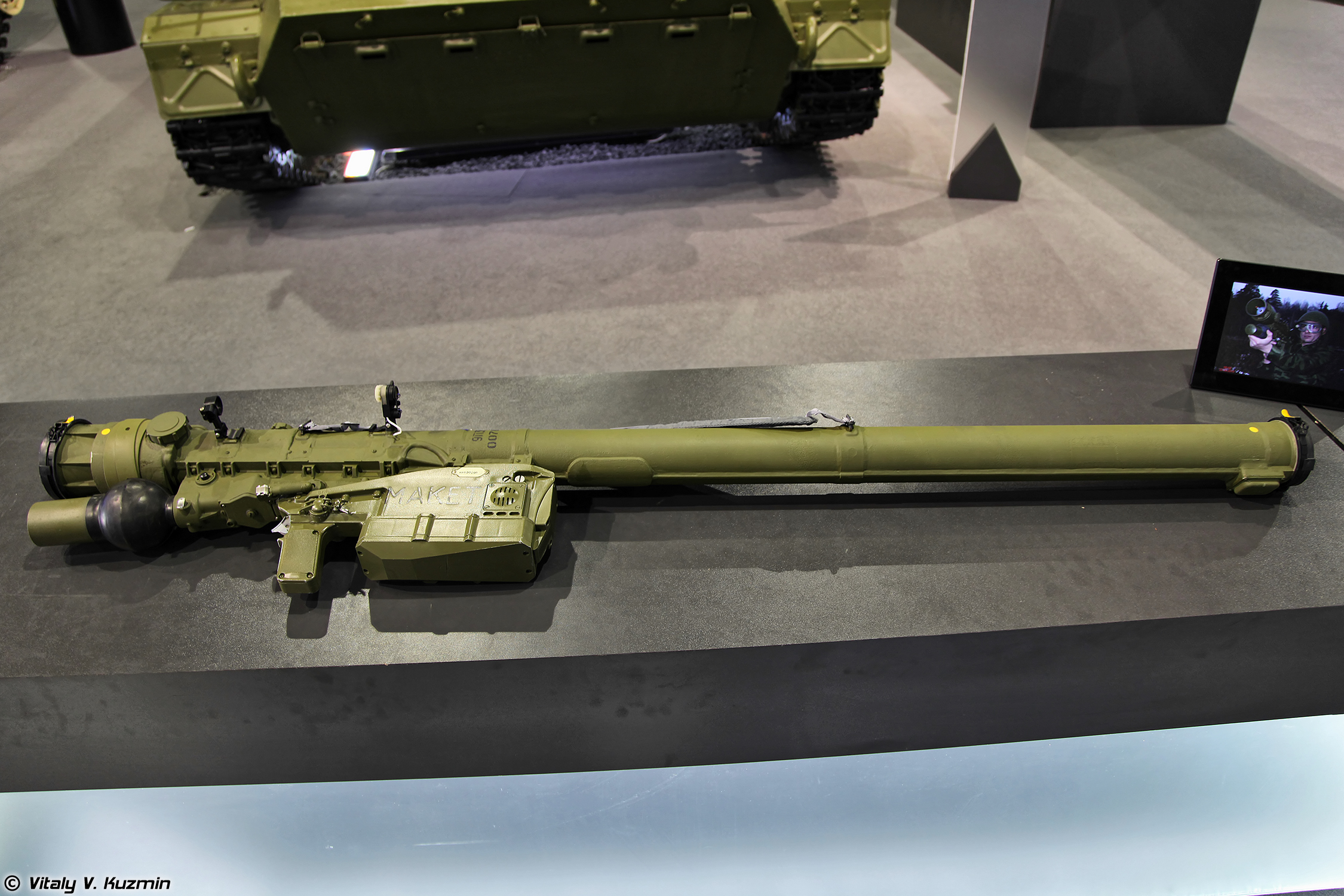
переносной (носимый) ЗРК «Игла-С»

Составные части (боевые и вспомогательные средства) современных многокомпонентных комплексов и систем вооружений могут иметь различные категории подвижности. Так, например, если сам ракетный комплекс может быть стационарным, с шахтной пусковой установкой, исключающей возможность её передислокации, производить перезаряжание после отстрела дежурной ракеты будут транспортно-заряжающие машины на колёсном или гусеничном ходу, извлечение ракеты на поверхность для проведения регламентного осмотра и технического обслуживания будут производить рельсовые, колёсные или гусеничные подъёмные краны, перемещение военнослужащих и персонала, а также запасных частей и другого полезного груза по территории комплекса будут обеспечивать различные автотранспортные средства.